# Chaspinhac
Chaspinhac település Franciaországban, Haute-Loire megyében. Lakosainak száma 881 fő (2022. január 1.). Chaspinhac Blavozy, Lavoûte-sur-Loire, Malrevers, Le Monteil, Polignac és Saint-Germain-Laprade községekkel határos.

## Népesség
A település népességének változása:
| Lakosok száma | 229  | 386  | 484  | 671  | 783  | 820  | 845  | 868  | 868  | 881  |
|               | 1968 | 1982 | 1990 | 2006 | 2013 | 2015 | 2017 | 2019 | 2020 | 2022 |